# فرنار شاحب المنقار
فرنار شاحب المنقار (الاسم العلمي: Furnarius torridus) (بالإنجليزية: Pale-billed Hornero)‏ هو نوع من الطيور يتبع جنس فرنار من فصيلة فرنارية.